# NGC 4801
NGC 4801 ist eine 14,2 mag helle Linsenförmige Galaxie vom Hubble-Typ S0 im Sternbild Großer Bär am Nordsternhimmel. Sie ist schätzungsweise 729 Mio. Lichtjahre von der Milchstraße entfernt und hat einen Durchmesser von etwa 200.000 Lj.
Das Objekt wurde am 26. April 1789 von Wilhelm Herschel mit einem 18,7–Zoll–Spiegelteleskop entdeckt, der sie dabei mit „eF, S, lE“ beschrieb.